# جائزة الولايات المتحدة الكبرى 1976
جائزة الولايات المتحدة الكبرى 1976 هو سباق فورمولا 1 أقيم بتاريخ 10 أكتوبر 1976 في نيويورك. كان الخامس عشر من أصل 16 في بطولة العالم لسباقات الفورمولا واحد موسم 1976.

## الترتيب النهائي
| الترتيب | السائق          | النقاط |
| ------- | --------------- | ------ |
| 1       | نيكي لاودا      | 68     |
| 2       | جيمس هانت       | 65     |
| 3       | جودي شيكتر      | 49     |
| 4       | باتريك ديبايلير | 33     |
| 5       | كلاي ريجاتسوني  | 29     |
| المصدر: |                 |        |